# Ciudad Hidalgo (Chiapas)
Die Stadt Ciudad Hidalgo ist mit seinen etwa 15.000 Einwohnern die einwohnerstärkste Grenzstadt Mexikos zum benachbarten Guatemala.

## Lage
Ciudad Hidalgo liegt etwa 20 km (Luftlinie) nördlich der Pazifikküste auf der mexikanischen Seite des Grenzflusses Río Suchiate und nur etwa 5 km von der guatemaltekischen Grenzstadt Ciudad Tecún Umán entfernt. Die nächstgrößere Stadt ist das 38 km (Fahrtstrecke) in nordwestlicher Richtung entfernt gelegene Tapachula. Die Hauptstadt von Chiapas, Tuxtla Gutiérrez, ist etwa 430 km entfernt; bis nach Mexiko-Stadt sind es etwa 1130 km.

## Wirtschaft
Die Grenzstadt lebt hauptsächlich vom Warenverkehr nach Guatemala, der über die Rodolfo-Robles-Brücke abgewickelt wird; viele Waren sind in Mexiko schneller und günstiger zu haben, so dass viele guatemaltekische Kleinhändler sich hier eindecken und ihre Einkäufe zu Fuß oder in Schlauchbooten über den seichten Fluss schaffen. Daneben werden auch illegale Drogen- und Migrationsgeschäfte abgewickelt.

## Geschichte
Nach der Beilegung des Streits um die Zugehörigkeit von Chiapas im Jahre 1882 ließen sich etwa 2000 Menschen auf der mexikanischen Seite des Río Suchiate nieder. Anstelle einer kleinen Ansiedlung entstand auf einem rechtwinkligen Straßengrundriss der Ort Mariscal, der wenige Jahre später in Suchiate umbenannt wurde. Im Jahre 1925 erhielt die Ansiedlung den Status eines pueblo; 27 Jahre später (1952) erhielt der Ort die Stadtrechte und wurde zu Ehren des Priesters und Unabhängigkeitskämpfers Miguel Hidalgo (1753–1811) in Ciudad Hidalgo umbenannt.

## Persönlichkeiten
- Manuel Solis (1920–?), Radrennfahrer